# Teófanes de Bizâncio
Teófanes de Bizâncio (em grego: Θεόφανης ὁ Βυζάντιος; fl. século VI) foi um historiador bizantino. Ele escreveu, em 10 livros, a história do Império Bizantino durante a Guerra Persa sob Justino II (r. 565–578). Ela começa no segundo ano de Justino (567), no qual a paz feita por Justiniano (r. 527–565) e Cosroes I (r. 531–579) foi quebrada, e continua até o último ano da guerra. A obra não sobreviveu, mas o patriarca Fócio forneceu um relato da obra e repete a afirmação do autor que, além de adicionar outros livros aos 10 que formavam a obra original, ele também havia escrito outra obra sobre a história de Justiniano.
Entre as afirmações históricas preservadas por Fócio sobre Teófanes está a descoberta, no reinado de Justiniano, do fato que seda foi produzida de um verme, que não era antes conhecido pelos habitantes do Império Romano. Um certo persa, ele conta, veio da terra dos Seres, trouxe para Constantinopla "a semente" (ou seja, os ovos) do verme, que foram chocadas na primavera, e os vermes foram alimentados com folhas de amoreiras, giraram sua seda e passaram por suas transformações.